# Here Lies One Whose Name Was Written in Water
Here Lies One Whose Name Was Written In Water — дебютный полноформатный студийный альбом группы Aesma Daeva, выпущенный в 1999 году лейблом Accession Rrecords.

## Об альбоме

### Концепция альбома
Основная концепция альбома разделена на две части — A Quiet Chamber Kept For Thee и собственно Here Lies One Whose Name Was Written In Water. Первая часть посвящена творчеству неизвестных поэтов. Так, текст композиции O Death (Rock Me Asleep) был написан 400 лет назад неизвестной девушкой, которая через два дня была казнена. Вторая часть альбома полностью посвящена Джону Китсу и основана на его творческом наследии.
Третья часть альбома не вписывается в общую концепцию и представляет собой первую композицию группы, которая до этого выходила лишь на сборнике. Композиция была добавлена на альбом по просьбе главы издающего лейбла Accession Records Адриана Хейтса и доступна лишь на CD издании.

## Список композиций

### Часть 1. A Quiet Chamber Kept For Thee
1. O Death (Rock Me Asleep) — 3:53
2. Down Vain — 5:44
3. Stay — 5:15
4. Disdain — 4:19

### Часть 2. Here Lies One Whose Name Was Written In Water
1. Introit I — 2:08
2. When I have Fears That I May Cease To Be — 6:17
3. Luceat Eis — 5:00
4. Introit II — 7:35
5. Communion — 4:52
6. Sanctus — 3:51

### Часть 3. Bonus Tracks
1. Darkness — 6:47
2. Darkness (Stromkern) — 3:54